# 정부는 우리 화폐에 무슨 일을 해왔는가

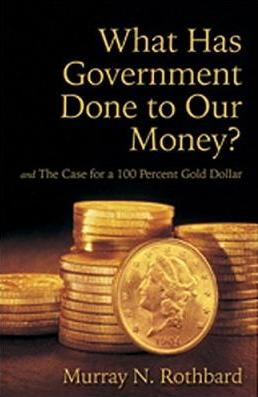

《정부는 우리 화폐에 무슨 일을 해왔는가?》(What has government done to our money?)는 머리 로스버드가 1963년 쓴 화폐와 금융에 관한 개론서이다.
최근 국제적 경제 위기는 경기 변동의 결과다. 이러한 경기 변동이 가진 근본적 문제점을 제대로 이해하기 위해서는 화폐와 금융의 본질에 대한 이해가 필수적이다. 이 책에서 제시하는 간결하면서도 분명한 메시지는 오늘날의 경기변동에 따른 국제적 경제 위기를 이해하는 데도 큰 도움을 준다.
이 책은 로스버드가 1962년에 쓴 대작 ≪인간, 경제, 국가(Man, Economy, and State)≫(자유기업원 간), ≪미국의 대공황(America’s Great Depression)≫(1963) 등과 거의 동시에 출간되었다. 그가 두 권의 대작을 동시에 저술하면서 화폐와 금융에 관한 짧은 입문서를 저술했던 것은, 아마도 화폐와 금융에 관한 개론서 수준의 지식이 그만큼 중요하다고 느꼈기 때문인 것으로 짐작된다. 이 책은 모두 네 장에 걸쳐서 화폐와 금융, 화폐제도에 관해서 서술하고 있다. 그중에서도 가장 많은 분량을 차지하고 있는 제2장에서 저자는 자유로운 사회, 즉 정부의 간섭이 없는 경우에 화폐가 어떤 역할을 하는가를 설명한다. 정부의 간섭이 없는 자유시장에서의 화폐와 금융의 역할과 발달을 이해하는 것이 그만큼 중요하다는 것일 것이다.

## 개요
이 책에서는 정부가 화폐와 금융시장을 간섭하면 어떤 일이 일어나는가를 하나씩 구체적으로 설명한다. 정부가 화폐를 독점하는 것은 화폐 발행의 이득을 획득하기 위한 것이며, 정부가 화폐의 발행을 독점하는 것은 조세 징수의 다른 형태라는 것이다. 시장에서 발달한 상품화폐가 아닌 지폐 또는 상품화폐의 보증이 없는 지폐는 정부가 새로운 화폐를 무한정 창출할 수 있다는 점에서 위조일 뿐이라는 것이다. 그리고 그런 위조는 필연적으로 부정적인 경제 효과를 발생시킨다. 바로 인플레이션이다. 인플레이션의 치명적인 문제점은 그것이 경기변동을 초래한다는 것이다. 이때 앞에서 지적한 경제 계산의 왜곡이 물론 영향을 미친다. 새로운 화폐의 창출이 무한대로 진행되면 최악의 경우에 하이퍼인플레이션이라는 상상할 수 없는 현상이 현실화된다. 이제 국가의 경제제도가 모두 무너진다.
사실 정부가 화폐 발행의 독점을 통해 자신의 수익을 획득하는 첫 번째 방법은 화폐 제조의 독점이다. 화폐 제조의 독점을 통해 민간 발행의 상품화폐를 강제적으로 빼앗고 그다음 단계로 정부는 그 상품화폐의 가치를 떨어뜨리는 방법, 즉 변조를 실시한다. 마지막으로 정부는 자신이 지폐 또는 상품화폐의 보증이 없는 지폐를 발행하는 비즈니스를 독점하게 된다. 그것이 바로 중앙은행업이다. 중앙은행업은 상품화폐가 가진 인플레이션을 억제하는 기능을 제거할 뿐 아니라 오히려 인플레이션을 조장한다. 최종적으로 정부는 금본위제 또는 상품화폐본위제를 포기하고 불환화폐인 지폐를 발행한다.
로스버드는 논리적이면서도 간결하게 이러한 일련의 과정을 설명함으로써 우리가 모르는 화폐의 진실에 한 걸음 더 다가가게 해준다.